# Rudi Schippel
Rudolf „Rudi“ Schippel (* 12. November 1922 in Berlin; † 9. Mai 1995 in Wien) war ein österreichischer Schauspieler.
Eine seiner bekanntesten Rollen spielte er gleich in seinem Filmdebüt als Schüler Luck in Die Feuerzangenbowle. In den 1970er-Jahren war er in der Fernsehserie Ein echter Wiener geht nicht unter wiederkehrend als Bruder der Hauptfigur Mundl Sackbauer zu sehen. Insgesamt trat Schippel bis in sein Todesjahr in mehr als 50 Film- und Fernsehproduktionen auf.

## Filmografie (Auswahl)
- 1944: Die Feuerzangenbowle
- 1950: Seitensprünge im Schnee
- 1962: Die lustige Witwe
- 1965: Oberinspektor Marek – Freispruch (Fernsehreihe)
- 1970: Zug fährt Wiental
- 1975–1979: Ein echter Wiener geht nicht unter
- 1982: Die Erben
- 1985: Der gute Engel
- 1986: Tatort – Alleingang
- 1987: Tatort – Superzwölfer
- 1987: Heiteres Bezirksgericht
- 1995: Kommissar Rex – Blutspuren